# Llançament de sabates

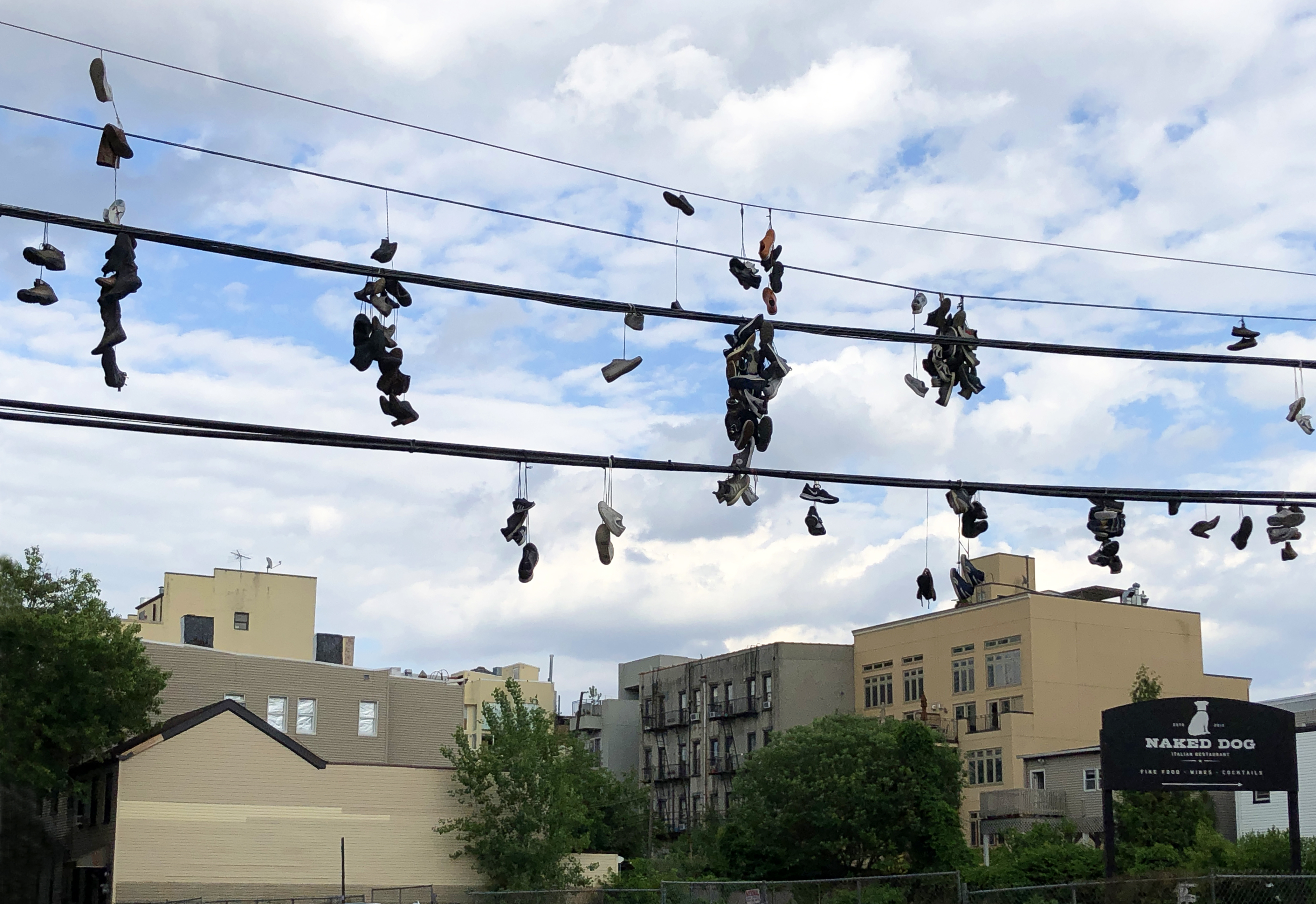
Llançament de sabates a Greenpoint, Brooklyn el 2021

El llançament de sabates, també conegut com a shoefiti, és l'acte d'utilitzar el calçat com a projectil en una sèrie d'⁣esports populars i pràctiques culturals. El llançament de sabates implica llançar un parell de sabates amb cordons sobre cables elevats, com ara cables de telèfon i línies elèctriques, o branques d'arbres, creant "arbres de sabates".
El llançament de sabates es produeix a Amèrica del Nord, Amèrica Llatina, Europa, Austràlia, Nova Zelanda, el nord d'Àfrica i Sud-àfrica tant a les zones rurals com urbanes. Sovint, les sabates són sabatilles esportives. Altres vegades, són sabates i botes de cuir.
Hi ha moltes variacions culturals, i les diferències abunden entre àrees socioeconòmiques i grups d'edat. En algunes cultures, les sabates es llancen com a part d'un ritu de pas, com per commemorar el final d'un curs escolar o un proper matrimoni. Per exemple, a l'Anglaterra victoriana, la gent tirava "als nuvis sabates velles quan començaven a la seva lluna de mel". Algunes teories suggereixen que el costum es va originar amb membres de l'⁣exèrcit, dels quals es diu que van llançar botes militars, sovint pintades de taronja o d'un altre color visible, als cables aèries com a part d'un ritu de pas després de completar l'entrenament bàsic o en deixar el servei. A la pel·lícula de 1997 La cortina de fum, el llançament de sabates és un homenatge suposadament espontani al sargent William Schumann, interpretat per Woody Harrelson, que suposadament ha estat abatut darrere de les línies enemigues a Albània.
El llançament de sabates pot ser una forma d'assetjament escolar, on un assetjador roba un parell de sabates i les llança on és poc probable que es recuperin. El llançament de sabates també s'ha explicat com una broma pràctica contra els borratxos, que es desperten i troben les seves sabates a faltar.
Es diu popularment que les sabates d'un cable telefònic estan relacionades amb el crim organitzat, la qual cosa significa la ubicació del territori de les bandes o commemora la mort d'un membre de la banda. També es rumoreja que les sabates marquen un lloc per a negocis de drogues, tot i que un estudi de 2015 sobre dades de llançament de sabates a Chicago va rebutjar aquesta explicació.

## Casament personalitzat
El llançament de sabates és una superstició del casament en diverses cultures. A la novel·la de Charles Dickens, David Copperfield (1850), el costum està registrat pel narrador després del seu matrimoni amb Dora Spenlow :
| « | (anglès) When we were all in a bustle outside the door, I found that Mr. Peggotty was prepared with an old shoe, which was to be thrown after us for luck, and which he offered to Mrs. Gummidge for that purpose. | (català) Quan estàvem tots plegats fora de la porta, vaig trobar que el senyor Peggotty estava preparat amb una sabata vella, que ens havia de tirar darrere per sort, i que va oferir a la senyora Gummidge amb aquest propòsit. | » |

L'any 1887, un article al The New York Times va observar que: "[El] costum de llançar una o més sabates velles darrere dels nuvis, ja sigui quan van a l'església per casar-se o quan comencen el seu viatge de noces, és així, tant vell que la memòria de l'home no es remunta als seus inicis". Peter Ditchfield, escrivint a Old English Customs Extant at the Present Time (1896), amplià: "També llencem sabates velles a gent jove casada per tal d'expressar els nostres desitjos de la seva bona sort. Probablement, aquest no era el significat original del costum. El llançament d'una sabata després d'una núvia era un símbol de la renúncia al domini i a l'autoritat sobre ella per part del seu pare o tutor, i aquesta recepció de la sabata per part del nuvi era un presagi que l'autoritat se li transferia. A Kent la sabata és llançada per la dama d'honor principal, i els altres corren darrere d'ella. Se suposa que la qui ho aconsegueix es casarà primer. Aleshores es llança entre els homes, i el que és colpejat es casarà primer."

## Protesta
En moltes cultures àrabs, llençar una sabata a algú es considera un insult.

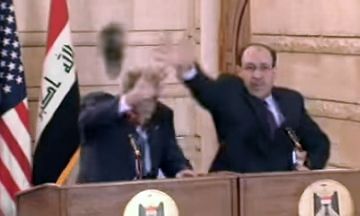
El president dels Estats Units, George W. Bush, esquiva una sabata llançada mentre el primer ministre iraquià Nouri al-Maliki intenta atrapar-la.

El 2008, el periodista iraquià Muntadar al-Zaidi va ser detingut per llançar dues sabates al president dels Estats Units George W. Bush, en protesta contra la invasió militar nord-americana i la posterior ocupació, mentre el president estava de visita a Bagdad. Al-Zaidi va cridar en àrab: "Això és de part de les vídues, els orfes i els assassinats a l'Iraq!" El president Bush es va ajupir i no va ser colpejat per les sabates.
El llançament de sabates com a insult no es limita al món àrab; altres incidents notables han implicat altres celebritats i líders mundials, com Steve McCarthy, David Beckham, Lily Allen i Wen Jiabao.

## Esports i jocs
"Wellie Wanging", o llançament de botes, és un esport en el qual els competidors han de llançar una bota Wellington tant lluny com sigui possible. Sembla que l'esport es va originar al West Country d'⁣Anglaterra a la dècada de 1970 i es va convertir ràpidament en una activitat popular a les festes del poble i als esdeveniments de recaptació de fons a tot el Regne Unit. Ara l'esport es practica a molts països diferents, com ara Austràlia, Estònia, Finlàndia, Alemanya, Irlanda, Itàlia, Nova Zelanda i Rússia.
Les sabates també s'han convertit en objectes per a moltes altres activitats i jocs col·lectius que impliquen llançar, però que no impliquen llençar les sabates per sobre d'un cable o branca.
Un joc d'Educació Física té els participants dividits en dos grups. Els dos grups creen dues línies asseguts paral·lels l'un a l'altre. A continuació, els participants es treuen les sabates i les llencen al mig de la zona de joc, que es troba entre els dos grups. El joc comença quan el professor o l'àrbitre ho diu. L'objectiu del joc és que els participants s'aixequin de les seves línies i corrin cap al mig per trobar la seva sabata. Els participants s'han de tornar a posar les sabates i seure en el mateix ordre en què estaven asseguts. Guanya el primer grup que torna tots a la línia.
Un altre exemple de joc basat en sabates és una activitat en grup més petit que requereix el següent: dos parells de sabates, dues cadires, dues ampolles de plàstic i dos participants. Les ampolles es col·loquen al centre de l'àrea de joc i les cadires es col·loquen als costats oposats de les ampolles, de manera que l'àrea de joc formi una línia. Els dos participants comencen pel mig per les ampolles, corren cap a la seva cadira, s'asseuen i es treuen les sabates i llencen les sabates a les ampolles. Guanya qui colpeja la seva ampolla primer.
El llançament de sabates també apareix als videojocs Half Dead i Half Dead 2 inclouen el llançament de sabates com una de les mecàniques principals del joc. El joc té el jugador atrapat en habitacions quadrades amb portes per tots els costats, i requereix que exploren diferents habitacions per trobar la sortida i escapar. Tanmateix, la majoria de les habitacions tenen trampes mortals. La mecànica de llançament de sabates permet al jugador identificar si una habitació té una trampa, el jugador llança una sabata a una habitació i, si n'hi ha, activarà una trampa.

## Decoració

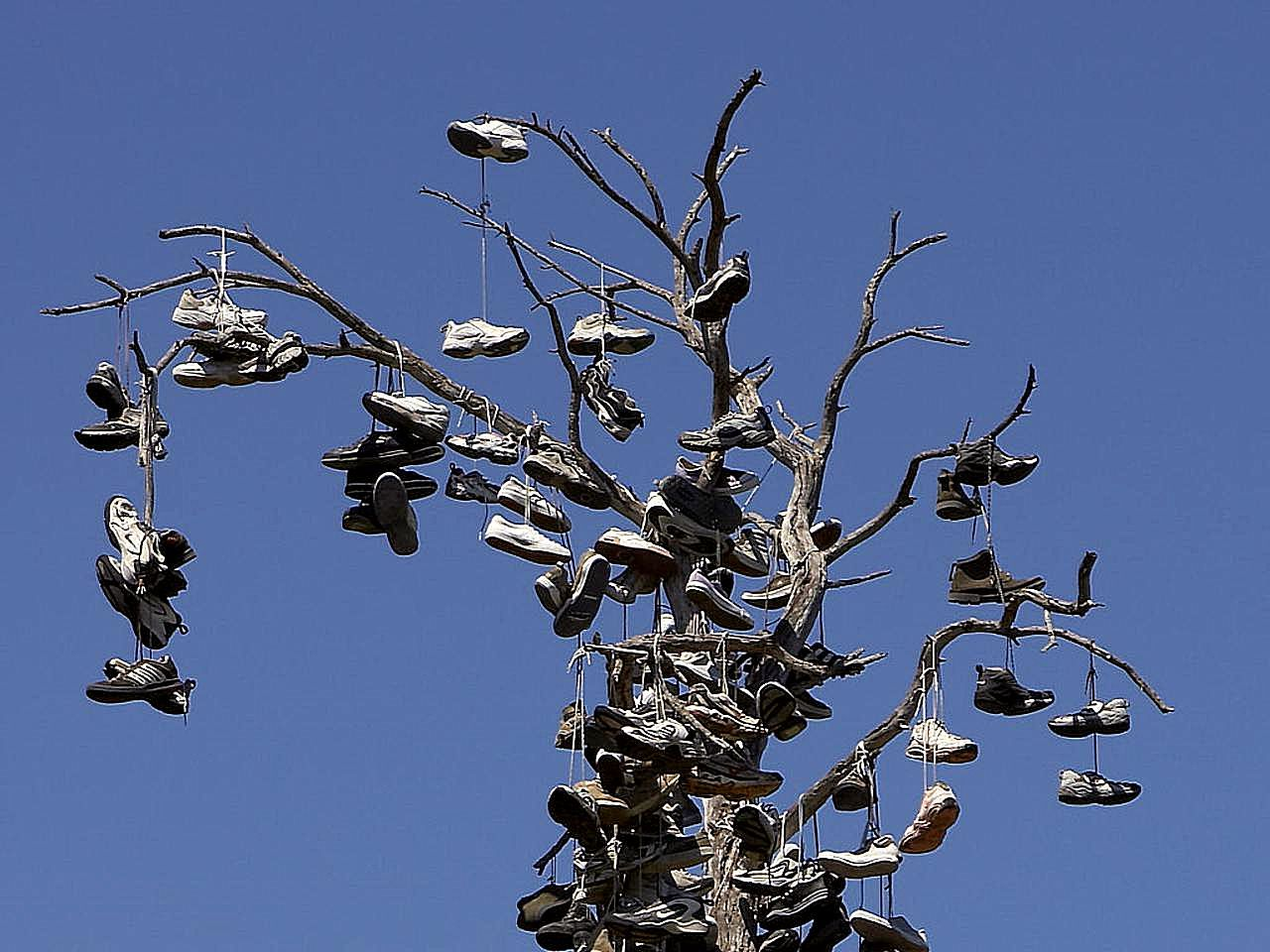
Un arbre de sabates a San Diego, Califòrnia

De vegades es llencen sabates a un arbre per adornar-lo com un "arbre de sabates ". De tant en tant, un pal elèctric o un altre objecte de fusta es pot decorar de la mateixa manera.
Les sabates generalment es troben al costat de les principals vies locals i poden tenir un significat (com ara les sabates de taló alt).

## Missatges de bandes
Als Estats Units, es rumoreja que el llançament de sabates és utilitzat per bandes per a diversos propòsits. Per exemple, les sabates es poden fer servir per marcar el territori d'una banda, commemorar un membre caigut o per commemorar un no membre de la banda que vivia a la zona. No obstant això, és difícil determinar quines sabates van col·locar els membres de les bandes amb finalitats relacionades amb les bandes i quines sabates van llançar els no membres de les bandes per a altres finalitats. Les bandes poden fer ús de sabates als cables per indicar llocs per adquirir drogues, però els agents de policia de diverses jurisdiccions han assenyalat que això és un mite i encara no s'ha demostrat.
Un butlletí de 2003 de l'antic alcalde de Los Angeles, Califòrnia, James Hahn, va citar els temors de molts residents de Los Angeles que "aquestes sabates indiquessin llocs on es venen drogues o, pitjor encara, territori de bandes", i que els empleats de la ciutat i els serveis públics havien llançat un programa per eliminar les localitzacions de venda de droga senyalitzades amb sabates. Un estudi de 2015 sobre dades de llançament de sabates a Chicago va trobar que el rumor i la relació entre les sabates penjades i el tràfic de drogues eren correlacionals, no causals.